# Rolande Gaillard
Rolande Gaillard (* 5. September 1909 in Lausanne; † 18. Juli 2006 ebenda; heimatberechtigt in Perroy und Bougy-Villars) war eine Schweizer Lehrerin und Frauenrechtlerin aus dem Kanton Waadt.

## Leben
Rolande Gaillard war eine Tochter von Auguste Gaillard, Stadtrat, und Elise Pasche. Sie war eine Cousine von Albert Dubois und Louis Junod. Sie absolvierte ein Studium der Geisteswissenschaften an der Universität Lausanne. Sie arbeitete als Gymnasiallehrerin. Von 1955 bis 1969 leitete sie als Direktorin das Collège secondaire de Villamont in Lausanne. Ab 1969 bis 1974 war sie Beauftragte für Lehrerbildung der Erziehungsdirektion des Kantons Waadt. Von 1956 bis 1975 sass sie im Stiftungsrat und im Vorstand des Kinderdorfs Pestalozzi in Trogen. Im Jahr 1958 arbeitete sie bei der Schweizerischen Ausstellung für Frauenarbeit (SAFFA) mit. Von 1961 bis 1973 war sie Vorstandsmitglied und ab 1965 bis 1971 Präsidentin des Bundes Schweizerischer Frauenvereine. Von 1969 bis 1977 sass sie in der Nationalen Schweizerischen UNESCO-Kommission. Sie arbeitete im Internationalen Frauenrat mit. Diesen vertrat sie von 1971 bis 1990 bei der UNO in Genf und Wien sowie ab 1973 bis 1986 als Delegierte des Centre européen beim Europarat. Ferner war sie im Schweizerischen Verband der Akademikerinnen, im Schweizerischen Verband für Frauenrechte sowie in Jugendhilfswerken und Dritt-Welt-Gruppen engagiert.